# Bronco Total
Bronco Total foi uma série de comédia produzida entre 1972 e 1973 pela emissora brasileira Rede Record. Quando a Família Trapo acabou, em 1971, Golias passou a fazer ainda pela Record o programa “Bronco Total”, onde Carlos Alberto de Nóbrega e ele eram os protagonistas. O programa acabou em 1973.